# Renault Maxter
Renault Maxter — крупнотоннажный грузовой автомобиль производства Renault Trucks, предназначенный для тяжёлых условий эксплуатации. Производился с 1992 по 1997 год на основе Renault Manager, после чего был заменён Renault Kerax. Гамма крупнотоннажников Maxter предлагалась в исполнениях полной массой от 19 до 42 тонн (4*2, 4*4, 6*4, 6*6, 8*4/4) с дизелями с турбонаддувом мощностью 226—339 л. с. и большим набором коробок передач с числом ступеней от 9 до 18.